# Zisterzienserinnenkloster Billigheim

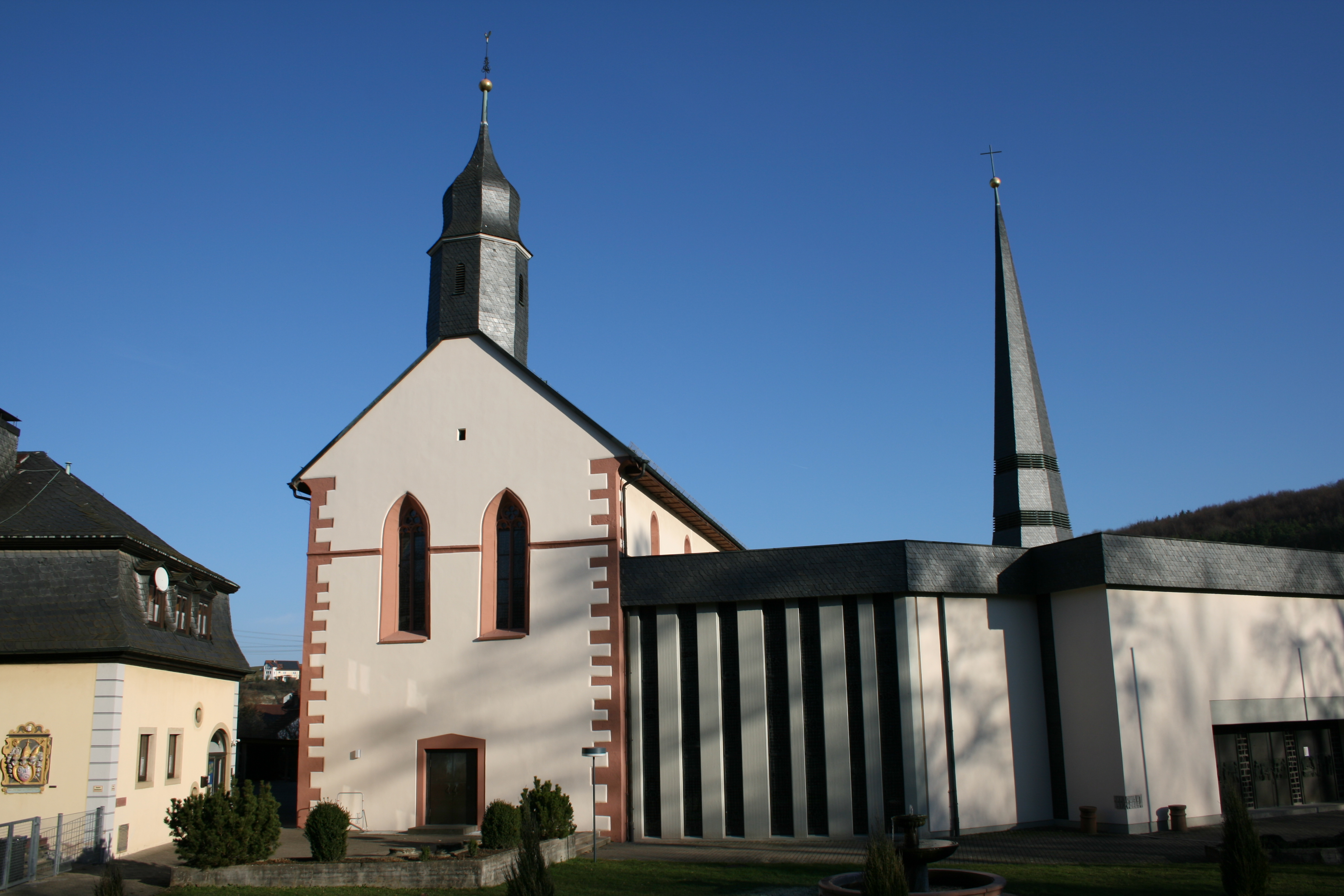
Die ehemalige Klosterkirche Billigheim

Das Zisterzienserinnenkloster Billigheim war vom 12. Jahrhundert bis 1584 ein Kloster der Zisterzienserinnen in Billigheim in Baden-Württemberg.

## Geschichte
Bevor Dietmar von Lauda zum Zweiten Kreuzzug (1147–1149) aufbrach, gründete er am Bach Schefflenz in Billigheim ein Nonnenkloster, das 1166 erstmals urkundlich erwähnt wird und das 1238 durch den Würzburger Bischof Hermann I. von Lobdeburg dem Zisterzienserorden angeschlossen wurde. Es war anfänglich Kloster Ebrach unterstellt, später dem nahe gelegenen Kloster Schöntal. Der ursprüngliche Name Marienbrunn wich anderen Bezeichnungen, u. a. „Klösterlein zu den Sieben Seligkeiten“. Als sich 1584 beim Tod der letzten Äbtissin, Katharina II. von Günderode, nur noch eine Nonne im Kloster befand, hob der Erzbischof von Mainz, Wolfgang von Dalberg, das Kloster auf. Von den Bauten hat sich nur die Klosterkirche, ursprünglich Marienkirche, heute Pfarrkirche St. Michael, erhalten, die von 1972 bis 1975 modern erweitert wurde. Krummstab und Patriarchenhochkreuz im Wappen der Gemeinde Billigheim erinnern an das einstige Kloster, ferner in Heilbronn der Billigheimer Hof.

### Handbuchliteratur
- Laurent Henri Cottineau: Répertoire topo-bibliographique des abbayes et prieurés. Bd. 1. Protat, Mâcon 1939–1970. Nachdruck: Brepols, Turnhout 1995. Spalte 381.
- Gereon Christoph Maria Becking: Zisterzienserklöster in Europa, Kartensammlung. Lukas Verlag, Berlin 2000, ISBN 3-931836-44-4, S. 54 D (Billigheim).
- Bernard Peugniez: Guide Routier de l’Europe Cistercienne. Editions du Signe, Straßburg 2012, S. 514 (Marienbrunn).
- Peter Pfister: Klosterführer aller Zisterzienserklöster im deutschsprachigen Raum. 2. Auflage, Kunstverlag Josef Fink, Lindenberg 1998, S. 56 (Billigheim, Marienbrunn).